# Adolf Gloor
Adolf Gloor (* 6. April 1884 in Lenzburg; † 7. Juni 1944 in Aarau; heimatberechtigt in Birrwil) war ein Schweizer Politiker (SP) und Gewerkschafter. Er vertrat von 1939 bis zu seinem Tod den Kanton Aargau im Nationalrat.

## Biografie
Das achte von zehn Kindern des Färbers Jakob Gloor erhielt seine Schulbildung in Lenzburg und absolvierte eine Berufslehre als Buchbinder. Seine Wanderjahre führten Gloor nach Grenchen, St. Gallen und schliesslich nach Strassburg, wo er mit der Arbeiterbewegung in Kontakt kam und sich mit dieser solidarisierte. In die Schweiz zurückgekehrt, übte er seinen Beruf in Aarburg und später in Aarau aus.
1907 trat Gloor dem Grütliverein bei, einer mit der SP verbundenen Gewerkschaftsorganisation. Für die sozialdemokratische Zeitung Der Freie Aargauer akquirierte er Inserate. Ab 1918 war er als Sekretär der Vereinigung der Lederarbeiter tätig, nach deren Auflösung im Jahr 1924 als Versicherungsagent und schliesslich ab 1938 als kantonaler Arbeitersekretär.
Gloor präsidierte von 1919 bis 1922 die Sozialdemokratische Partei des Kantons Aargau. Ab 1921 gehörte er dem Aargauer Grossen Rat an und präsidierte diesen 1942/43; abwechslungsweise war er Mitglied der Staatsrechnungskommission und der Geschäftsprüfungskommission. 1939 folgte die Wahl in den Nationalrat, dem er bis zu seinem Tod angehörte.